# Coupe de Belgique de football 1996-1997
La Coupe de Belgique 1996-1997 a vu la victoire du Germinal Ekeren au Stade Roi Baudouin à Bruxelles.

## Finale
| Équipes             | RSC Anderlecht - KFC Germinal Ekeren |
| Score               | 2 - 4 |
| Stade               | Stade Roi Baudouin, Bruxelles Spectateurs : 14.000 |
| Date                | 1er juin 1997 |
| Buts                | 33e Iachtchouk (1-0), 56e Johnson (2-0), 65e Johnson (own) (2-1), 85e Christophe Kinet (2-2), 91e Tomasz Radzinski (2-3), 97e Hofmans (2-4) |
| Arbitre             | M. Sandra |
| RSC Anderlecht      | Geert De Vlieger, Olivier Doll (105e Stéphane Stassin), Tibor Selymes (75e Walter Baseggio), Celestine Babayaro, Samuel Johnson, Suad Katana, Bruno Versavel, Danny Boffin (68e Yaw Preko), Pär Zetterberg, Johan Walem, Oleg Iachtchouk Entraineur : Johan Boskamp                            |
| KFC Germinal Ekeren | Philippe Vande Walle, Florian Urban, Bernard Wegria (55e Ervin Kovács), Mike Verstraeten, Rudy Janssens, Didier Dheedene, Christophe Kinet, Gunther Hofmans, Marc Schaessens (80e Alexandre Czerniatynski), Tomasz Radzinski, Edwin van Ankeren (46e Cvijan Milošević) Entraineur : Stani Gzil |